# Bisektion
Bisektion er en metode fra numerisk analyse til at approksimering af rødder for funktioner således at {\displaystyle f(x)=0} hvis f er en kontinuerlig funktion.

## Metoden
I metoden betragtes et interval {\displaystyle [a,b]} hvor funktionen  f skifter fortegn, hvorfor f et stedet i intervallet er nul, desuden skal funktion være kontinuerlig.
Man finder et ny punkt i intervallet, {\displaystyle c={\tfrac {a+b}{2}}}, og hvis c selv er ikke et nulpunkt for funktionen så findes der to muligheder, {\displaystyle f(c)} har  samme fortegn som {\displaystyle f(a)} eller {\displaystyle f(b)}. Nu laves  et nyt interval ved at erstatte det tal af a og b hvor funktionen har samme fortegn i c med c, så man får intervallet {\displaystyle [a,c]} eller {\displaystyle [c,b]}. Proceduren forsættes på den måde indtil en tilstrækkelig nøjagtighed er opnået.